# 도시통근형 디젤 액압 동차
도시통근형 디젤 액압 동차(都市通勤形 Diesel液壓動車), Commuter Diesel Car)는 비둘기호, 통일호 퇴역을 대비하여 1996년부터 도입된 디젤 동력분산식 열차이다. 도입 당시 ‘통일호’로 운행했으나, 2023년 12월 18일까지 통근열차로 운행했었다. 도입 당시 도색은 한국철도 CI, 한국철도 100주년을 기념한 백제왕관, 돌고래, 꽃동산 등 다양하였으나 퇴역 전에는 경북나드리열차, 바다열차, 평화열차를 제외한 전 차량이 한국철도공사 CI 도색으로 변경되었다.

## 도입
1996년 4월 17일부터 주중 출퇴근시간대 동서통근열차로 운행을 시작하여 군산선, 진해선, 경의선, 경원선 운행을 시작으로 통일호로 승격된 과정에서 도입되었다. 초기형 가운데 1997년 4월 도입 당시 MC차량은 1량당 8억 900만원에 75량, M차량은 1량당 8억 3900만원에 100량을 대우중공업에서 제작해 도입하였고, 1998년 12월에는 MC차량을 1량당 9억 3404만원에 4량, M차량을 1량당 1억 6892만원에 2량을 도입하였다.

## 성능 및 설비
엔진은 미국 커민스 사의 NTA855R1 디젤엔진을 동력차에 2기, 동력제어차에는 1기를 장착하고 있으며, 호이트(Voith)의 액체식 자동변속기를 사용하고 있다. 동력제어차에는 추가로 객실 전원(APU)용 NTA855R5엔진(251마력)을 탑재하고 있다. 기본적으로 엔진 부문에서는 높은 평가를 받고 있으나 기존 NDC와 니가타 디젤 동차에서 비롯되는 프레스형 대차와 구형 자동공기제동을 그대로 적용했기 때문에 전체적인 차량 중량 증가와 낮은 제동응답성, 그리고 급구배 구간의 경우 상구배 진행시(엔진 모두 살아있는 경우)큰 무리없이 운용은 가능하나 만약 전체 동력의 절반이상이 꺼진 경우 상당한 공전이 발생하며, 하구배 진행시 엔진 브레이크나 기타 보조 브레이크 없이 순수 공기제동만 사용하기엔 큰 무리가 따르기 때문에 중앙, 태백선 같은 급구배가 연속적으로 많은 구간에는 운용이 어렵다. 1996년에 도입된 1차 분량에서는 고정식 크로스시트 및 롱시트를 채용하였으나 이후 등받이를 앞뒤로 넘겨 전환이 가능한 전환식 크로스시트로 변경되었으며 처음 적용된 장애인 승하차 시설이 설치되어 있었고 이후 철거되었으나 무궁화호로 개조되는 열차에 한정하여 다시 장애인 승하차 시설을 설치하였다. Mcl차 65량과 M차 66량을 합쳐 모두 131량이 제작 되었다. 화장실 및 간이 세면대 설비는 전두부 동력제어차(Mcl)에만 1개소가 있으며 중간 동력차(M)에는 없다.

## 관광전용열차

### 바다열차(운행 종료)
2007년 7월 25일부터 3량 1편성을 바다열차로 개조해 삼척해변역 - 강릉역 구간에 투입해 왕복 6회로 운행하고 있다. 기존 차체에서 측면 두개 출입문 중 양쪽 한개를 폐쇄하고 객실 창문을 대형화하였으며 진동, 소음이 보강되었다. 2013년 8월 25일까지 운행한 바다열차는 1호차 특실/프로포즈룸, 2호차 특실/휴게실, 3호차 일반실/스넥카로 편성되었고 좌석이 모두 바다 방향으로 향해 있다. 승차권은 코레일관광개발에서 승차권 발매가 가능하며 새마을호등급으로 운행되고 있다. 차량 보수를 위해 2013년 8월 26일부터 2014년 1월 3일까지 운행이 중단되었고 2014년 1월 4일부터 1/2호차 특실/프로포즈룸, 3호차 가족/이벤트실, 4호차는 일반/포토존으로 편성되어 4량 편성으로 운행하고 있다. 하지만 2023년 9월 11일부터 2023년 12월 25일까지 운행하였다.

### 경북나드리열차(운행 종료)
2009년 12월 1일부터 2021년 12월 31일까지 무궁화호 개조 디젤 동차 1편성을 경북나드리열차로 활용하여 동대구역을 기점으로 운행한다. 오전에는 경부선 ~ 경북선 ~ 중앙선 ~ 대구선 순으로, 오후에는 역순으로 운행하며 매주 수요일은 영덕/포항편 상품을 운영함에 따라 동해선 포항역으로 운행된다. 내부는 2호차 일부를 와인카페로 운영하고 3호차에 경상북도 지역 특산품 전시코너 및 노래반주시설, 이벤트석, 4호차 세미나실 등 약간의 개조가 이루어졌다. 이 열차는 바다열차와 달리 통상적인 여객승차권 발매가 가능하며, 운행 초기에는 동대구역 → 영주역 → 동대구역 이렇게 2장의 승차권을 구입해야 하는 불편함이 있었으나 현재는 열차 시각 조정과 '관광열차' 예약 방식으로 해결되었다.

### DMZ Train(운행 종료)
2014년 5월부터 2021년 12월 31일까지 기존 열차의 3량 1편성 2세트를 DMZ Train으로 개조해 용산역 ~ 도라산역구간에 운행한다. 새마을호 특실 등급을 적용하며 통상적인 여객승차권 발권도 가능하다. 북쪽의 선두차에는 '철마는 달리고 싶다'로 상징한 장단역의 녹슨 증기기관차, 중간차와 남쪽의 선두차는 평화를 상징하는 빨강과 파랑 옷을 입은 동서양 남녀노소가 손을 맞잡은 모습을 디자인하였다. 도라산역으로 발매 시 편도 발매가 불가능하며 민간인출입통제구역을 거치기 때문에 신분증을 지참해야 한다.

## 무궁화호개조형 디젤 액압 동차

### 무궁화호동차급 성능에 완행 운임의 일반통근열차
2004년 4월 1일 KTX 개통 이후 통일호 객차가 퇴역함에 따라 운행구간은 단축되었다. CDC는 NDC와 거의 동일한 성능을 지니고 있었음에도 통근·완행급 열차 운행 계통을 편성되어 NDC에 비해 낮은 운임을 받아, 비효율성을 야기시켰다.

### 차량 시범 제작
이러한 현상을 해소하고자, 한국철도공사에서는 통근형 디젤 동차 일부를 무궁화호로 개조하는 방안을 모색하여, 결국 일부차량의 좌석개조와 여러 편의시설 추가 설치 등을 통하여 무궁화호 차량을 시범 제작, 창원 ~ 진해간 진해 군항제 임시열차로 첫 선을 보였다. 본격적인 정기열차로 투입된 때는 이틀 뒤인 2008년 4월 15일, 대구-마산구간에 첫 개조 차량인 9562-9665-9563 편성이 제1903열차로 첫 운행을 개시하였다. 이후 성공적인 수익을 거두게 되면서 양산형 차량을 생산하는 데 중요한 밑거름이 되었다. 이 열차의 정식명칭은 '개량형 무궁화호 디젤동차'로, 승차권 예약 화면 등에서는 '무궁화 RDC'(Mugunghwa Refurbished Diesel Car)라고 표기된다. 초기 시제차량 제작에는 세근실업에서 개조 작업을 진행하였고 이 과정에서 한쪽면 두개의 출입문중 한개를 폐쇄하고 창문을 대형화했으며, 엔진에 의한 진동, 방음에 대한 보강이 되어있다.

### 양산형 차량 출고
시제 차량 운행을 통해 성공적인 실적을 기록하자, 2008년 말부터 개조 사업자 재선정을 거쳐 선정된 우진산전을 통해 시범형 제작 차량의 문제점을 보완한 양산형 차량을 제작하기 시작하여 첫 편성으로 9011-9111-9112-9012편성이 용산차량사업소에서 출고되어 기존의 시제차량를 대차하여 운행에 들어갔다. 2009년 2월까지 MC차량 20량, M차량 20량을 각각 개조하여 1차적으로 총 40량의 개조 동차가 출고되었으며, 한편 기존의 시제차 3량은 차번 개정으로 신규 1량을 편성에 추가하여 양산형 차량과 동일한 구성의 재개조를 거친 뒤 9029-9129-9130-9030편성으로 변경되었다. 이어 수도권 전철 경의선의 개통으로 기존의 도시통근형 디젤 액압 동차 차량이 대거 운행에서 제외된 이후부터는 개조 사업자를 다시 선정하여 2차 개조사업을 진행하였다.

### 내부 구성

#### 좌석 칸
2003년 대구 도시철도 1호선 중앙로역 화재 사건 이후 내부 마감재를 난연재에서 불연재로 교체하는 사업이 맞물리면서, 무궁화호 개조 대상 차량도 내부 마감재를 모두 불연재로 교체하였다. 또한 차량 좌석칸에는 새로 제작한 시트나 과거 KTX, 새마을호, 무궁화호(2003년 이전)에서 사용하던 좌석이 다양하게 재활용되어 배치되어 있고, 객차 양 끝쪽 좌석에는 노트북 테이블과 콘센트가 각각 설치되어 있으며 양산형 2차분 차량에는 객차 양 끝쪽 상단에 LED 전광판이 설치되었다. 시제형과 양산형 2차분 차량의 조명 방식은 직접 조명방식이고, 양산형 1차분 차량의 조명 방식은 간접 조명방식이다. 1호차에는 휠체어 보관 공간을 갖춘 장애인석 4석이 설치되어 있다. 양산형 차량부터는 일부 운행열차에 한정하여 3호차에 자유석이 추가로 설치되어 있다. 자유석의 시설은 개조 이전의 일반 통근열차 차량과 흡사하게 롱시트 구조를 이루고 있다. 또한 3호차에는 무궁화호 차량으로는 처음으로 4인 동반석이 설치되었으며, 4인 동반석의 운임은 1세트(4인) 당 일반석의 2.5배이다. 자유석의 경우 KTX나 새마을호와는 달리 별도의 승차권을 발매하지 않고, 입석 승차권·정기승차권 등의 소지자가 자유롭게 이용할 수 있었다.

#### 편의 시설
개조 당시 무궁화호 열차에 카페객차를 설치하는 작업을 진행 중인 상황이었기 때문에 이 열차에도 객차형 무궁화호만큼의 규모는 아니지만 간단한 오락시설, 식음료 자판기를 갖춘 '미니카페'를 각 차량의 2호차에 운영하고 있었다. 다만 무궁화호 승격 개조가 이루어지지 않은 통근열차에는 미니카페가 없고 바다열차에는 스낵바가, 경북관광순환테마열차에는 와인카페가 있었다.

## 편성
- 도시 통근형 디젤 액압 동차는 과거에는 3량 1편성부터 4량 1편성까지 다양하게 편성되었고 일부 노선의 경우 중련으로 운행하기도 하였으나[5] 2023년 12월 18일 퇴역 전까지  3, 4량 1편성으로 이분화되어 운행했다. 편성 내에서의 차호는 일정하지 않았으며 편성 내에는 동력제어차 2량이 포함되었다. 도시통근형 디젤 액압 동차에 부여된 차호는 다음과 같다.

### 일반통근열차
2023년 12월 18일에 광주선을 끝으로 운행을 종료했다.

### 무궁화호개조열차
2009년 2월, 수도권 전철 경의선 개통 전까지 양산형 1차분 개조 편성작업이 모두 마무리되었다. 이후 2009년 12월부터 일부 차량을 추가로 개조하였다. 총 96량이 개조되어 있으며, 각 편성마다 Mc1 - M1 - Mc2 또는 Mc1 - M1 - M2 - Mc2 순으로 사실상 이원화 편성하여 운행되고 있었다. 2016년 5월 1일부로 1996년 제작분의 일부 차량의 내구 연한이 만료되었다.
2023년 12월 17일 전 차량이 퇴역하였다.

### 관광열차
- 바다열차(백마고지 ~ 연천) 고정편성 : 9564(특실 및 프로포즈룸)(Mc)-9666(특실 및 프로포즈룸)(M)-9663(가족실 및 이벤트실)(M)-9565(일반실 및 포토존)(Mc)
- 경북나드리열차(무궁화호) 고정편성 : 9033(Mc1)-9133(와인카페)(M1)-9134(이벤트룸, 특산품 전시코너)(M2)-9034(세미나실)(Mc2) (운행 종료)
- 평화열차 고정편성 : 9558(Mc)-9661(M)-9559(Mc), 9560(Mc)-9664(M)-9561(Mc) (운행 종료)

### 테마열차
- 동해선 랩핑열차 (무궁화호) 고정편성 : 9055(Mc)-9137(M1)-9060(Mc) (운행 종료), 9027(Mc)-9145(M1)-9032(Mc) (운행 종료)

## 현황
현재 모든 차량이 퇴역하였다.

### 동력제어차(CDC)
| 차호    | 도입 시기 | 운행 종료 시기 | 비고 |
| ------- | --------- | -------------- | --- |
| 9549 호 | 1997년    | 2023년         | 광주선 셔틀로 운행하였다. 2024년 고철 매각되었다. |
| 9550 호 | 1997년    | 2023년         | 광주선 셔틀로 운행하였다. 2024년 고철 매각되었다. |
| 9551 호 | 1997년    | 2023년         | 광주선 셔틀로 운행하였다. 2024년 고철 매각되었다. |
| 9552 호 | 1997년    | 2023년         | 광주선 셔틀로 운행하였다. 2024년 고철 매각되었다. |
| 9553 호 | 1997년    | 2023년         | 광주선 셔틀로 운행하였다. 2024년 고철 매각되었다. |
| 9554 호 | 1998년    | 2023년         | 광주선 셔틀로 운행하였다. 2024년 고철 매각되었다. |
| 9555 호 | 1998년    | 2016년         | 2013년 8월 6일 경원선 통근열차가 건널목 차단기 고장으로 승용차와 충돌하였다. 2016년 1월 21일 경원선 통근열차가 군용트럭과 추돌한적이 있다. 2017년 고철 매각되었다. |
| 9556 호 | 1998년    | 2023년         | 광주선 셔틀로 운행하였다. 2024년 고철 매각되었다. |
| 9557 호 | 1998년    | 2023년         | 광주선 셔틀로 운행하였다. 2024년 고철 매각되었다. |
| 9558 호 | 1999년    | 2020년         | 평화열차로 운행하였다. 9558호, 9559호는 2022년 고철 매각되었고 9560호, 9561호는 2024년 고철 매각되었다.                                                            |
| 9559 호 | 1999년    | 2020년         | 평화열차로 운행하였다. 9558호, 9559호는 2022년 고철 매각되었고 9560호, 9561호는 2024년 고철 매각되었다.                                                            |
| 9560 호 | 1999년    | 2020년         | 평화열차로 운행하였다. 9558호, 9559호는 2022년 고철 매각되었고 9560호, 9561호는 2024년 고철 매각되었다.                                                            |
| 9561 호 | 1999년    | 2020년         | 평화열차로 운행하였다. 9558호, 9559호는 2022년 고철 매각되었고 9560호, 9561호는 2024년 고철 매각되었다.                                                            |
| 9564 호 | 1999년    | 2023년         | 바다열차로 운행하였다. |
| 9565 호 | 1999년    | 2023년         | 바다열차로 운행하였다. |

### 동력객차(CDC)
| 차호    | 도입 시기 | 운행 종료 시기 | 비고                                              |
| ------- | --------- | -------------- | ------------------------------------------------- |
| 9629 호 | 1997년    | 2017년         | 3량으로 휴차하였다. 2019년 고철 매각되었다.       |
| 9630 호 | 1997년    | 2017년         | 3량으로 휴차하였다. 2019년 고철 매각되었다.       |
| 9634 호 | 1997년    | 2017년         | 3량으로 휴차하였다. 2019년 고철 매각되었다.       |
| 9635 호 | 1997년    | 2017년         | 3량으로 휴차하였다. 2019년 고철 매각되었다.       |
| 9640 호 | 1997년    | 2017년         | 3량으로 휴차하였다. 2019년 고철 매각되었다.       |
| 9648 호 | 1997년    | 2017년         | 3량으로 휴차하였다. 2019년 고철 매각되었다.       |
| 9652 호 | 1998년    | 2023년         | 광주선 셔틀로 운행하였다. 2024년 고철 매각되었다. |
| 9656 호 | 1998년    | 2023년         | 광주선 셔틀로 운행하였다. 2024년 고철 매각되었다. |
| 9657 호 | 1998년    | 2023년         | 광주선 셔틀로 운행하였다. 2024년 고철 매각되었다. |
| 9658 호 | 1998년    | 2023년         | 광주선 셔틀로 운행하였다. 2024년 고철 매각되었다. |
| 9659 호 | 1998년    | 2023년         | 광주선 셔틀로 운행하였다. 2024년 고철 매각되었다. |
| 9660 호 | 1998년    | 2023년         | 광주선 셔틀로 운행하였다. 2024년 고철 매각되었다. |
| 9661 호 | 1999년    | 2020년         | 평화열차로 운행하였다. 2022년 고철 매각되었다.    |
| 9663 호 | 1999년    | 2023년         | 바다열차로 운행하였다.                            |
| 9664 호 | 1999년    | 2020년         | 평화열차로 운행하였다. 2024년 고철 매각되었다.    |
| 9666 호 | 1999년    | 2023년         | 바다열차로 운행하였다.                            |

### 동력제어차(RDC)
| 차호    | 도입 시기 | 운행 종료 시기 | 비고 |
| ------- | --------- | -------------- | --- |
| 9011 호 | 1996년    | 2016년         | 9501호에서 개조 2017년 고철 매각되었다. |
| 9012 호 | 1996년    | 2016년         | 9506호에서 개조 2017년 고철 매각되었다. |
| 9013 호 | 1996년    | 2016년         | 9505호에서 개조 2017년 고철 매각되었다. |
| 9014 호 | 1996년    | 2016년         | 9502호에서 개조 2017년 고철 매각되었다. (2005년 6월 30일 포스코 통근열차 종운식때 9502호로 운행하였다.)                                        |
| 9015 호 | 1996년    | 2016년         | 9503호에서 개조 2017년 고철 매각되었다. |
| 9016 호 | 1996년    | 2017년         | 9504호에서 개조 2019년 고철 매각되었다. |
| 9017 호 | 1996년    | 2016년         | 9507호에서 개조 2017년 고철 매각되었다. |
| 9018 호 | 1996년    | 2016년         | 9512호에서 개조 2017년 고철 매각되었다. |
| 9019 호 | 1996년    | 2016년         | 9509호에서 개조 2017년 고철 매각되었다. |
| 9020 호 | 1996년    | 2016년         | 9508호에서 개조 2017년 고철 매각되었다. |
| 9021 호 | 1996년    | 2017년         | 9511호에서 개조 |
| 9022 호 | 1996년    | 2016년         | 9510호에서 개조. 2017년 고철 매각되었다. |
| 9023 호 | 1996년    | 2016년         | 9513호에서 개조. 2016년 2월 15일 부전역 구내에서 입환기와 추돌하여 전면부가 일부 손상되었다. 2017년 고철 매각되었다.                           |
| 9024 호 | 1996년    | 2016년         | 9514호에서 개조 2017년 고철 매각되었다. |
| 9025 호 | 1996년    | 2021년         | 9515호에서 개조 2022년 고철 매각되었다. |
| 9026 호 | 1996년    | 2022년         | 9518호에서 개조 2024년 고철 매각되었다. |
| 9027 호 | 1996년    | 2022년         | 9517호에서 개조 영덕도색 2024년 고철 매각되었다.                                                                                               |
| 9028 호 | 1996년    | 2022년         | 9516호에서 개조 2017년 고철 매각되었다. |
| 9029 호 | 1999년    | 2023년         | 9563호에서 개조 2024년 고철 매각되었다. |
| 9030 호 | 1999년    | 2023년         | 9562호에서 개조 2024년 고철 매각되었다. (2015년 9월 9일 동대구발 부전행 열차가 선로전환기 고장으로 서경주역 인근에서 탈선하였다.)              |
| 9031 호 | 1997년    | 2024년         | 9519호에서 개조 2024년 고철 매각되었다. |
| 9032 호 | 1997년    | 2024년         | 9520호에서 개조 포항도색 2024년 고철 매각되었다.                                                                                               |
| 9033 호 | 1997년    | 2021년         | 9521호, 9522호에서 개조. 경북나드리열차로 운행하였다. 2022년 고철 매각되었다.                                                                  |
| 9034 호 | 1997년    | 2021년         | 9521호, 9522호에서 개조. 경북나드리열차로 운행하였다. 2022년 고철 매각되었다.                                                                  |
| 9035 호 | 1997년    | 2022년         | 9523호에서 개조 2024년 고철 매각되었다. |
| 9036 호 | 1997년    | 2022년         | 9524호에서 개조 2024년 고철 매각되었다. |
| 9037 호 | 1997년    | 2021년         | 9525호에서 개조 2022년 고철 매각되었다. |
| 9038 호 | 1997년    | 2023년         | 9526호에서 개조 2024년 고철 매각되었다. |
| 9039 호 | 1997년    | 2022년         | 9527호에서 개조 2024년 고철 매각되었다. |
| 9040 호 | 1997년    | 2023년         | 9528호에서 개조 2024년 고철 매각되었다. |
| 9041 호 | 1997년    | 2018년         | 9529호에서 개조 2019년 고철 매각되었다. |
| 9042 호 | 1997년    | 2022년         | 9530호에서 개조 2024년 고철 매각되었다. |
| 9043 호 | 1997년    | 2022년         | 9531호에서 개조 2024년 고철 매각되었다. |
| 9044 호 | 1997년    | 2023년         | 9532호에서 개조 2024년 고철 매각되었다. |
| 9045 호 | 1997년    | 2022년         | 9533호에서 개조 2024년 고철 매각되었다. |
| 9046 호 | 1997년    | 2023년         | 9534호에서 개조 2024년 고철 매각되었다. 2022년 11월 5일에 교일님이 동대구발 태화강행 타고 자세히 살펴봤다.                                     |
| 9047 호 | 1997년    | 2022년         | 9538호에서 개조 2024년 고철 매각되었다. |
| 9048 호 | 1997년    | 2021년         | 9536호에서 개조 2022년 고철 매각되었다. (2004년 1월 27일 의정부행 통일호 열차가 건널목에서 트럭과 충돌하였다.)                                 |
| 9049 호 | 1997년    | 2019년         | 9537호에서 개조. 고잔역에 보존 중이다. |
| 9050 호 | 1997년    | 2023년         | 9535호에서 개조 2024년 고철 매각되었다. |
| 9051 호 | 1997년    | 2022년         | 9539호에서 개조 2024년 고철 매각되었다. |
| 9052 호 | 1997년    | 2022년         | 9540호에서 개조 2024년 고철 매각되었다. |
| 9053 호 | 1997년    | 2022년         | 9541호에서 개조 2024년 고철 매각되었다. |
| 9054 호 | 1997년    | 2022년         | 9542호에서 개조 2024년 고철 매각되었다. |
| 9055 호 | 1997년    | 2023년         | 9546호에서 개조 포항도색 2024년 고철 매각되었다.                                                                                               |
| 9056 호 | 1997년    | 2023년         | 9544호에서 개조 2024년 고철 매각되었다. |
| 9057 호 | 1997년    | 2022년         | 9545호에서 개조 2024년 고철 매각되었다. |
| 9058 호 | 1997년    | 2022년         | 9543호에서 개조 2024년 고철 매각되었다. |
| 9059 호 | 1997년    | 2023년         | 9548호에서 개조 2024년 고철 매각되었다. |
| 9060 호 | 1997년    | 2020년         | 9547호에서 개조 영덕도색, 2020년 10월 19일 동해남부선 무궁화호열차가 경주 냉천 건널목에서 곡물 트레일러가 충돌 하였다. 2022년 고철 매각되었다. |

### 동력객차(RDC)
| 차호    | 도입 시기 | 운행 종료 시기 | 비고                                                                          |
| ------- | --------- | -------------- | ----------------------------------------------------------------------------- |
| 9111 호 | 1996년    | 2016년         | 9602호에서 개조 2017년 고철 매각되었다.                                       |
| 9112 호 | 1996년    | 2016년         | 9601호에서 개조 2019년 고철 매각되었다.                                       |
| 9113 호 | 1996년    | 2016년         | 9604호에서 개조 2017년 고철 매각되었다.                                       |
| 9114 호 | 1996년    | 2016년         | 9603호에서 개조 2017년 고철 매각되었다.                                       |
| 9115 호 | 1996년    | 2016년         | 9608호에서 개조 2017년 고철 매각되었다.                                       |
| 9116 호 | 1996년    | 2016년         | 9607호에서 개조 2017년 고철 매각되었다.                                       |
| 9117 호 | 1996년    | 2016년         | 9606호에서 개조 2017년 고철 매각되었다.                                       |
| 9118 호 | 1996년    | 2016년         | 9605호에서 개조 2017년 고철 매각되었다.                                       |
| 9119 호 | 1996년    | 2017년         | 9614호에서 개조 2019년 고철 매각되었다.                                       |
| 9120 호 | 1996년    | 2016년         | 9609호에서 개조 2019년 고철 매각되었다.                                       |
| 9121 호 | 1996년    | 2017년         | 9612호에서 개조 2019년 고철 매각되었다.                                       |
| 9122 호 | 1996년    | 2016년         | 9613호에서 개조 2019년 고철 매각되었다.                                       |
| 9123 호 | 1996년    | 2017년         | 9610호에서 개조 2019년 고철 매각되었다.                                       |
| 9124 호 | 1996년    | 2017년         | 9611호에서 개조 2019년 고철 매각되었다.                                       |
| 9125 호 | 1996년    | 2021년         | 9616호에서 개조 2022년 고철 매각되었다.                                       |
| 9126 호 | 1996년    | 2017년         | 9615호에서 개조 2019년 고철 매각되었다.                                       |
| 9127 호 | 1996년    | 2022년         | 9618호에서 개조 2024년 고철 매각되었다.                                       |
| 9128 호 | 1996년    | 2017년         | 9617호에서 개조 2019년 고철 매각되었다.                                       |
| 9129 호 | 1999년    | 2023년         | 9662호에서 개조 2024년 고철 매각되었다.                                       |
| 9130 호 | 1999년    | 2023년         | 9665호에서 개조 2024년 고철 매각되었다.                                       |
| 9131 호 | 1997년    | 2022년         | 9622호에서 개조 2024년 고철 매각되었다.                                       |
| 9132 호 | 1997년    | 2018년         | 9625호에서 개조 2019년 고철 매각되었다.                                       |
| 9133 호 | 1997년    | 2021년         | 9619호, 9620호에서 개조. 경북나드리열차로 운행하였다. 2022년 고철 매각되었다. |
| 9134 호 | 1997년    | 2021년         | 9619호, 9620호에서 개조. 경북나드리열차로 운행하였다. 2022년 고철 매각되었다. |
| 9135 호 | 1997년    | 2018년         | 9621호에서 개조 2019년 고철 매각되었다.                                       |
| 9136 호 | 1997년    | 2022년         | 9623호에서 개조 2024년 고철 매각되었다.                                       |
| 9137 호 | 1997년    | 2023년         | 9624호에서 개조 2024년 고철 매각되었다.                                       |
| 9138 호 | 1997년    | 2022년         | 9626호에서 개조 2024년 고철 매각되었다.                                       |
| 9139 호 | 1997년    | 2023년         | 9627호에서 개조 2024년 고철 매각되었다.                                       |
| 9140 호 | 1997년    | 2019년         | 9628호에서 개조. 고잔역에 보존 중이다.                                        |
| 9141 호 | 1997년    | 2022년         | 9631호에서 개조 2024년 고철 매각되었다.                                       |
| 9142 호 | 1997년    | 2023년         | 9632호에서 개조 2024년 고철 매각되었다.                                       |
| 9143 호 | 1997년    | 2022년         | 9633호에서 개조 2024년 고철 매각되었다.                                       |
| 9144 호 | 1997년    | 2022년         | 9636호에서 개조 2024년 고철 매각되었다.                                       |
| 9145 호 | 1997년    | 2022년         | 9639호에서 개조 2024년 고철 매각되었다.                                       |
| 9146 호 | 1997년    | 2018년         | 9638호에서 개조 2019년 고철 매각되었다.                                       |
| 9147 호 | 1997년    | 2023년         | 9637호에서 개조 2024년 고철 매각되었다.                                       |
| 9148 호 | 1997년    | 2018년         | 9641호에서 개조 2019년 고철 매각되었다.                                       |
| 9149 호 | 1997년    | 2023년         | 9647호에서 개조 2024년 고철 매각되었다.                                       |
| 9150 호 | 1997년    | 2018년         | 9644호에서 개조 2019년 고철 매각되었다.                                       |
| 9151 호 | 1997년    | 2022년         | 9645호에서 개조 2024년 고철 매각되었다.                                       |
| 9152 호 | 1997년    | 2018년         | 9646호에서 개조 2019년 고철 매각되었다.                                       |
| 9153 호 | 1997년    | 2023년         | 9649호에서 개조 2024년 고철 매각되었다.                                       |
| 9154 호 | 1997년    | 2018년         | 9650호에서 개조 2019년 고철 매각되었다.                                       |
| 9155 호 | 1997년    | 2023년         | 9651호에서 개조 2024년 고철 매각되었다.                                       |
| 9156 호 | 1997년    | 2018년         | 9653호에서 개조 2019년 고철 매각되었다.                                       |
| 9157 호 | 1997년    | 2022년         | 9654호에서 개조 2024년 고철 매각되었다.                                       |
| 9158 호 | 1997년    | 2023년         | 9655호에서 개조 2024년 고철 매각되었다.                                       |
| 9159 호 | 1997년    | 2023년         | 9643호에서 개조 2024년 고철 매각되었다.                                       |
| 9160 호 | 1997년    | 2022년         | 9642호에서 개조 2024년 고철 매각되었다.                                       |

## 운행 구간

### 과거 운행 노선

#### 2023년 12월 28일 개정 전
- 대구선, 중앙선, 동해선 : 동대구-포항, 포항-영덕
- 광주선 : 광주송정-극락강-광주
- 바다열차 : 삼척해변-강릉

#### 2021년 12월 31일 개정 전
- 경부선, 경전선 : 동대구-미전-마산(진주)
- 광주선 : 광주송정-극락강-광주
- 대구선, 중앙선, 동해선 : 동대구-포항, 동대구-부전, 동대구-태화강, 포항-영덕
- 바다열차 : 삼척-강릉
- 경북나드리열차 : 동대구-김천-영주-분천
- 평화열차 : 용산-도라산

#### 2019년 4월 1일 개정 전
- 경부선, 경전선 : 동대구-미전-마산(진주)[11]
- 광주선 : 광주송정-극락강-광주
- 대구선, 중앙선, 동해선 : 동대구-포항, 동대구-부전, 동대구-태화강, 포항-영덕
- 바다열차 : 삼척-강릉
- 경북나드리열차 : 동대구-김천-영주-분천
- 평화열차 : 용산-도라산

#### 2019년 2월 1일 개정 전
- 경부선 : 동대구-미전-마산(진주)[11]
- 광주선 : 광주송정-극락강-광주
- 대구선, 중앙선, 동해선 : 동대구-포항, 동대구-부전, 동대구-태화강, 포항-영덕
- 경전선 : 창원-북천[12]
- 경원선: 동두천역 - 백마고지[13]
- 바다열차 : 삼척-강릉
- 경북나드리열차 : 동대구-김천-영주-분천
- 평화열차 : 용산-도라산, 서울 - 백마고지

#### 2018년 8월 1일 개정 전
- 경부선 : 동대구-미전-마산(진주)[11]
- 광주선 : 광주송정-극락강-광주
- 대구선, 중앙선, 동해선 : 동대구-포항, 동대구-부전, 동대구-태화강, 포항-영덕
- 경전선 : 창원-북천[12]
- 경원선: 동두천역 - 백마고지[13]
- 바다열차 : 삼척-정동진
- 경북나드리열차 : 동대구-김천-영주-분천
- 평화열차 : 용산-도라산, 서울 - 백마고지

#### 2018년 1월 26일 개정 전
- 경부선 : 동대구-미전-마산(진주)[11]
- 광주선 : 광주송정-극락강-광주
- 대구선, 중앙선, 동해선 : 동대구-포항, 동대구-부전, 동대구-태화강
- 경전선 : 창원-북천[12]
- 경원선: 동두천역 - 백마고지[13]
- 바다열차 : 삼척-정동진
- 경북나드리열차 : 동대구-김천-영주-분천
- 평화열차 : 용산-도라산, 서울 - 백마고지

#### 2016년 12월 19일 개정 전
- 경부선 : 동대구-미전-마산(진주)[11]
- 대구선, 중앙선, 동해선 : 동대구-포항, 동대구-부전, 동대구-태화강
- 경전선 : 창원-북천[12]
- 경원선: 동두천역 - 백마고지[13]
- 바다열차 : 삼척-정동진
- 경북나드리열차 : 동대구-김천-영주-분천
- 평화열차 : 용산-도라산, 서울 - 백마고지

#### 2016년 7월 13일 개정 전
- 경부선 : 동대구-미전-마산[11]
- 경전선 : 부전-순천
- 대구선, 중앙선, 동해선 : 동대구-포항, 동대구-부전
- 경전선 : 창원-북천[12]
- 경원선 : 동두천-백마고지
- 바다열차 : 삼척-정동진
- 경북관광순환테마열차 : 동대구-김천-영주-동대구
- 평화열차 : 용산-도라산, 청량리 - 백마고지

#### 2016년 5월 15일 개정 전
- 경부선 : 동대구-미전-마산[11]
- 경전선 : 부전-순천
- 대구선, 중앙선, 동해남부선 : 동대구-포항, 동대구-부전
- 진해선 : 마산-진해[14]
- 경전선 : 창원-북천[12]
- 경원선 : 동두천-백마고지
- 바다열차 : 정동진-삼척
- 경북관광순환테마열차 : 동대구-김천-영주-동대구
- 평화열차 : 서울-도라산, 서울 - 백마고지

#### 2015년 2월 1일 개정 전
- 경부선 : 동대구-미전-마산[11]
- 경전선 : 부전-순천
- 대구선, 중앙선, 동해남부선 : 동대구-포항, 동대구-부전
- 진해선 : 마산-진해[14]
- 경전선 : 창원-북천[12]
- 경원선 : 동두천-백마고지
- 바다열차 : 정동진-삼척
- 경북관광순환테마열차 : 동대구-김천-영주-동대구
- 평화열차 : 서울-도라산, 서울 - 백마고지

#### 2014년 9월 15일 개정 전
- 경부선 : 동대구-미전-마산[11]
- 경전선 : 부전-순천
- 대구선, 중앙선, 동해남부선 : 동대구-포항, 동대구-부전
- 진해선 : 마산-진해[14]
- 경전선 : 창원-북천[12]
- 경원선 : 동두천-백마고지
- 바다열차 : 강릉-삼척
- 경북관광순환테마열차 : 동대구-김천-영주-동대구
- 평화열차 : 서울-도라산, 서울 - 백마고지

#### 2014년 8월 1일 개정 전
- 경부선 : 경산-김천, 경산-동대구, 동대구-미전-마산[11]
- 경전선 : 마산-순천, 순천→진영, 부전-순천
- 대구선, 중앙선, 동해남부선 : 동대구-포항, 동대구-부전
- 진해선 : 마산-진해[14]
- 경전선 : 창원-북천[12]
- 경원선 : 동두천-백마고지
- 바다열차 : 강릉-삼척
- 경북관광순환테마열차 : 동대구-김천-영주-동대구
- 평화열차 : 서울-도라산

#### 2014년 5월 7일 개정 전
- 경전선 : 마산-순천, 순천→진영, 부전-순천
- 대구선, 중앙선, 동해남부선 : 동대구-포항, 동대구-부전
- 진해선 : 마산-진해[14]
- 경전선 : 창원-북천[12]
- 경의선 : 문산-도라산
- 경원선 : 동두천-백마고지
- 바다열차 : 강릉-삼척
- 경북관광순환테마열차 : 동대구-김천-영주-동대구

#### 2012년 11월 1일 개정 전
- 경부선 : 대구-미전-마산[11]
- 경전선 : 광주-순천, 광주송정-순천, 마산-순천, 순천→진영, 부전-순천
- 대구선, 중앙선, 동해남부선 : 동대구-포항, 동대구-부전
- 동해남부선 : 경주-포항, 부전-포항
- 경전선 : 창원-북천[12]
- 경의선 : 문산-도라산
- 경원선 : 동두천-신탄리
- 바다열차 : 강릉-삼척
- 경북관광순환테마열차 : 동대구-김천-영주-동대구
- 호남선 : 광주-목포
- 진해선 : 창원-진해[14]

#### 2012년 3월 21일 개정 전
- 경부선 : 대구-미전-마산[11]
- 경전선 : 광주-순천, 광주송정-순천, 마산-순천, 순천→진영, 부전-순천
- 대구선, 중앙선, 동해남부선 : 동대구-포항, 동대구-부전
- 동해남부선 : 경주-포항, 부전-포항
- 진해선 : 창원-통해[14]
- 경전선 : 창원-북천[12]
- 경의선 : 용산-도라산
- 바다열차 : 강릉-삼척
- 경북관광순환테마열차 : 동대구-김천-영주-동대구
- 호남선 : 광주-목포

#### 2011년 10월 5일 개정 전
- 경부선 : 대구-미전-마산[11]
- 경전선 : 광주-순천, 광주송정-순천, 마산-순천, 순천→진영, 부전-순천
- 대구선, 중앙선, 동해남부선 : 동대구-포항, 동대구-부전
- 동해남부선 : 포항-부전, 경주-포항
- 전라선 : 익산-여수
- 진해선 : 창원-진해[14]
- 경전선 : 창원-북천[12]
- 경의선 : 문산-도라산
- 바다열차 : 강릉-삼척
- 경북관광순환테마열차 : 동대구-김천-영주-동대구

#### 2011년 7월 27일 개정 전
- 경부선 : 대구-마산[11]
- 경전선 : 광주-순천, 광주송정-순천, 마산-순천, 순천→진영, 부전-순천
- 대구선, 중앙선, 동해남부선 : 동대구-포항, 동대구-부전
- 동해남부선 : 포항-부전, 경주-포항
- 전라선 : 익산-여수
- 진해선 : 창원-진해[14]
- 경전선 : 창원-북천[12]
- 경원선 : 동두천-백마고지
- 경의선 : 용산-도라산
- 바다열차 : 강릉-삼척
- 경북관광순환테마열차 : 동대구-김천-영주-동대구

#### 2010년 12월 15일 개정 전
- 경부선 : 대구-마산[11]
- 경전선 : 순천-창원, 마산-부전, 광주-순천, 광주송정-순천, 순천-부전
- 대구선, 중앙선, 동해남부선 : 동대구-포항, 동대구-부전
- 동해남부선, 경부선, 경전선 : 포항-부전, 포항-순천
- 전라선 : 익산-여수
- 진해선 : 창원-진해[14]
- 경전선 : 창원-북천[12]
- 경원선 : 동두천-신탄리
- 경의선 : 문산-도라산
- 바다열차 : 강릉-삼척
- 경북관광순환테마열차 : 동대구-김천-영주-동대구

#### 2010년 7월 5일 개정 전
- 경부선 : 대구-마산[11]
- 경전선 : 순천-창원, 마산-부전, 순천-목포, 순천-부전
- 대구선, 중앙선, 동해남부선 : 동대구-포항, 동대구-부전
- 동해남부선, 경부선, 경전선 : 포항-부전, 포항-순천
- 전라선 : 익산-여수
- 진해선 : 창원-진해[14]
- 경전선 : 창원-북천[12]
- 경원선 : 동두천-신탄리
- 경의선 : 문산-도라산
- 바다열차 : 강릉-삼척
- 경북관광순환테마열차 : 동대구-김천-영주-동대구
- 호남선 : 광주-목포

#### 2010년 4월 1일 개정 전
- 경부선 : 대구-마산[11]
- 경전선 : 순천-창원, 마산-부전, 순천-목포, 순천-부전
- 대구선, 중앙선, 동해남부선 : 동대구-포항, 동대구-부전
- 진해선 : 창원-진해[14]
- 경전선 : 창원-북천[12]
- 경원선 : 동두천-신탄리
- 경의선 : 문산-도라산
- 바다열차 : 강릉-삼척
- 경북관광순환테마열차 : 동대구-김천-영주-동대구-|경산

#### 2010년 1월 5일 개정 전
- 경부선 : 대구-마산[11]
- 경전선 : 순천-창원, 마산-부전, 순천-목포, 순천-부전
- 대구선, 중앙선, 동해남부선 : 동대구-포항, 동대구-부전
- 진해선 : 창원-진해[14]
- 경전선 : 창원-북천[12]
- 경원선 : 동두천-신탄리
- 경의선 : 문산-도라산
- 바다열차 : 강릉-삼척
- 경북관광순환테마열차 : 동대구-김천-영주-동대구

#### 2009년 12월 1일 개정 전
- 경부선 : 마산-대구[11]
- 대구선, 중앙선, 동해남부선 : 동대구-포항
- 장항선 : 아산-익산
- 진해선 : 창원-진해[14]
- 경전선 : 창원-북천[12]
- 경원선 : 동두천-신탄리
- 경의선 : 문산-도라산
- 바다열차 : 강릉-삼척

#### 2009년 7월 1일 개정 전
- 경부선 : 마산-대구[11]
- 대구선, 중앙선, 동해남부선 : 동대구-포항
- 경원선 : 동두천-신탄리
- 경의선 : 서울-임진강
- 바다열차 : 강릉-삼척
- 진해선 : 창원-진해[14]

#### 2009년 2월 1일 개정 전
- 경원선 : 동두천-신탄리
- 경의선 : 서울-임진강
- 경부선 : 마산-대구[11]
- 진해선 : 창원-진해[14]
- 바다열차 : 강릉-삼척

#### 2008년 1월 1일 개정 전
- 대구선, 중앙선, 동해남부선 : 동대구-포항
- 전라선, 군산선 : 전주-군산
- 경원선 : 동두천-신탄리
- 경의선 : 서울-도라산
- 바다열차 : 강릉-삼척

#### 2006년 10월 31일 개정 전
- 호남선, 경전선, 전라선 : 광주-목포, 여수-목포, 순천-목포, 마산-순천
- 경전선, 경부선 : 마산-대구, 마산-부전
- 대구선, 중앙선, 동해남부선 : 동대구-포항
- 동해남부선 : 월내-부전
- 전라선, 군산선 : 임실-군산
- 경원선 : 의정부-신탄리
- 경의선 : 서울-임진강-도라산
- 경전선, 진해선 : 마산-통해

#### 2004년 4월 1일 개정 전
- 호남선, 경전선 : 광주-목포, 순천-목포
- 대구선, 중앙선, 동해남부선 : 동대구-포항
- 동해남부선 : 월내-부전, 포항-부전
- 전라선, 군산선 : 임실-군산
- 경원선 : 의정부-신탄리, 의정부-동안
- 경의선 : 서울-임진강-도라산
- 경전선, 진해선 : 마산-통해
- 호남선 : 대전-광주, 대전-익산
- 경부선 : 천안-김천, 동대구-대전
- 경의선, 교외선 : 서울-신촌-의정부

## 도색
CDC는 도입 당시 다양한 차체 도색을 선보여 많은 사람들의 관심을 불러일으켰다. 도입 당시에는 총 4종류의 도색이 존재하였으며, 한국철도공사 출범 이후 모두 CI 도색을 변경 및 통일하였다. 한편 2007년에는 바다관광열차, 2008년에는 무궁화호 개조 동차, 2009년에는 경북나드리열차, 2014년에는 평화열차가 각각 다른 도색으로 변경되었다.

### 과거 CI 도색
- 아래 열거된 도색은 차량의 검수 등 문제로 인하여 편성에 맞지 않게 혼합 연결되는 경우가 있었다.

#### 구철도청말기 CI 도색(1996~2005)
- 철도청 말기의 도색으로, 노란색과 청록색으로 이루어진 표준 구 CI도색이다.
- 1996년부터 1997년 3월까지 도입된 차량에 도색하였다.

#### 꽃동산 테마도색(1997~2005)
- 경의선과 경원선지역의 근교 통근차량을 베이스로 하여 탄생한 도색이다.
- 1997년 4월부터 12월까지 도입된 차량에 도색하였다.
- 전체 통근형 디젤동차(CDC)가운데 이 도색의 열차 수가 가장 많았다.

#### 돌고래 테마도색(1997~2005)
- 부산광역시내의 동서통근열차에 투입하기 위해 총 5량에만 도색하였다.
- 9550-9655-9656-9657-9551, 이렇게 5량만 도색되었다.
- 전체 통근형 디젤동차(CDC) 가운데 이 도색의 열차 수가 가장 적었다.

#### 한국철도 100주년·백제 왕관 기념 도색(1998~2005)
- 군산이나 익산, 광주 등지의 호남지역으로 투입을 위함과, 1999년 한국철도 개통 100주년을 맞이하여 도입되었다.
- 1998년 12월~1999년 7월까지 도입된 차량들이 이 도색을 하였다.

#### 경북관광순환테마열차특별 도색(2009~2016)
- 경상북도에서 지역 관광객을 위해 개발한 특별열차 전용 도색이었다.
- 한국철도공사 CI 무궁화호 도색 차량에 전용 도안 스티커를 붙인 형태였다.
- 4량 1편성(9033-9133-9134-9034) 존재하였으며 2021년 12월 31일까지 경북나드리열차로 운행 하였다. 내부 시설은 기본적으로 무궁화호 도색 차량과 동일하나, 2호차의 일부를 와인카페로 운영하고 3호차에 노래방 시설, 이벤트용 좌석, 경북 지역 특산품 전시장 설치, 4호차에 세미나실 설치 등 약간의 개조를 했었다.

#### 경북나드리열차특별 도색(2017~2021)
- 경상북도에서 지역 관광객을 위해 개발한 특별열차 전용 도색이었다.
- 한국철도공사 CI 무궁화호 도색 차량에 전용 도안 스티커를 붙인 형태이다.
- 4량 1편성(9033-9133-9134-9034)으로 존재하였으며, 내부 시설은 기본적으로 무궁화호 도색 차량과 거의동일하나, 2호차의 일부를 카페로 운영하고 3호차에 노래방 시설, 이벤트용 좌석, 경북 지역 특산품 전시장 설치, 4호차에 세미나실 설치 등 약간의 개조를 했었다.

#### 평화열차특별 도색(2014~2022)
- 경원선 서울-백마고지 및 경의선 용산-도라산 구간에 관광열차를 투입시키면서 등장한 도색이었다.
- 흰색 바탕을 공통으로 도라산역, 백마고지역 방향의 선두차량에는 '철마는 달리고 싶다'로 상징한 장단역의 녹슨 증기기관차, 나머지 차량에는 평화를 상징하는 빨강과 파랑 옷을 입은 동서양 남녀노소가 손을 맞잡은 모습으로 디자인된 도색이었다.
- 9558-9661-9559, 9560-9664-9561 이렇게 6량에만 도색되어 있었다.

#### 한국철도공사CI무궁화호도색(2008~2023)
- 기존의 통근형 디젤 동차 차량중 일부를 무궁화호로 개조하면서, 동시에 무궁화호로 도색되어 있었다.
- 도색 자체는 기존의 무궁화호 디젤 동차의 특별동차(비지니스 열차)와 동일하다.

#### 한국철도공사CI통근열차도색(2005~2023)
- 기존의 대한민국 철도청이 한국철도공사로 출범한 2005년부터 대대적인 열차 도색작업이 시작되어, 기존의 4개도색으로 각자 다른 도색으로 운행하던 차량을 모두 이 도색으로 재도색하여 통일하였다.
- 흰색바탕에 출입문과 전두부에만 도색하는 이 도색 기법은 한국철도공사의 전형적인 통근형(광역·도시철도 포함) 열차에 도색하는 기법으로써, 통근형 디젤 동차는 출입문을 기준으로 윗부분은 진연두색, 아랫부분은 한국철도공사 로고의 고유 색상인 군청색으로 도색되었다. 전두부는 그와 반대로 도색되어 있었다.

#### 바다 관광열차테마도색(2007~2023)
- 영동선, 삼척선의 강릉-삼척구간에 동해 관광열차를 투입시키면서 등장한 도색이었다.
- 9564-9666-9663-9565 이렇게 4량에만 도색되어 있었다.

## 사진

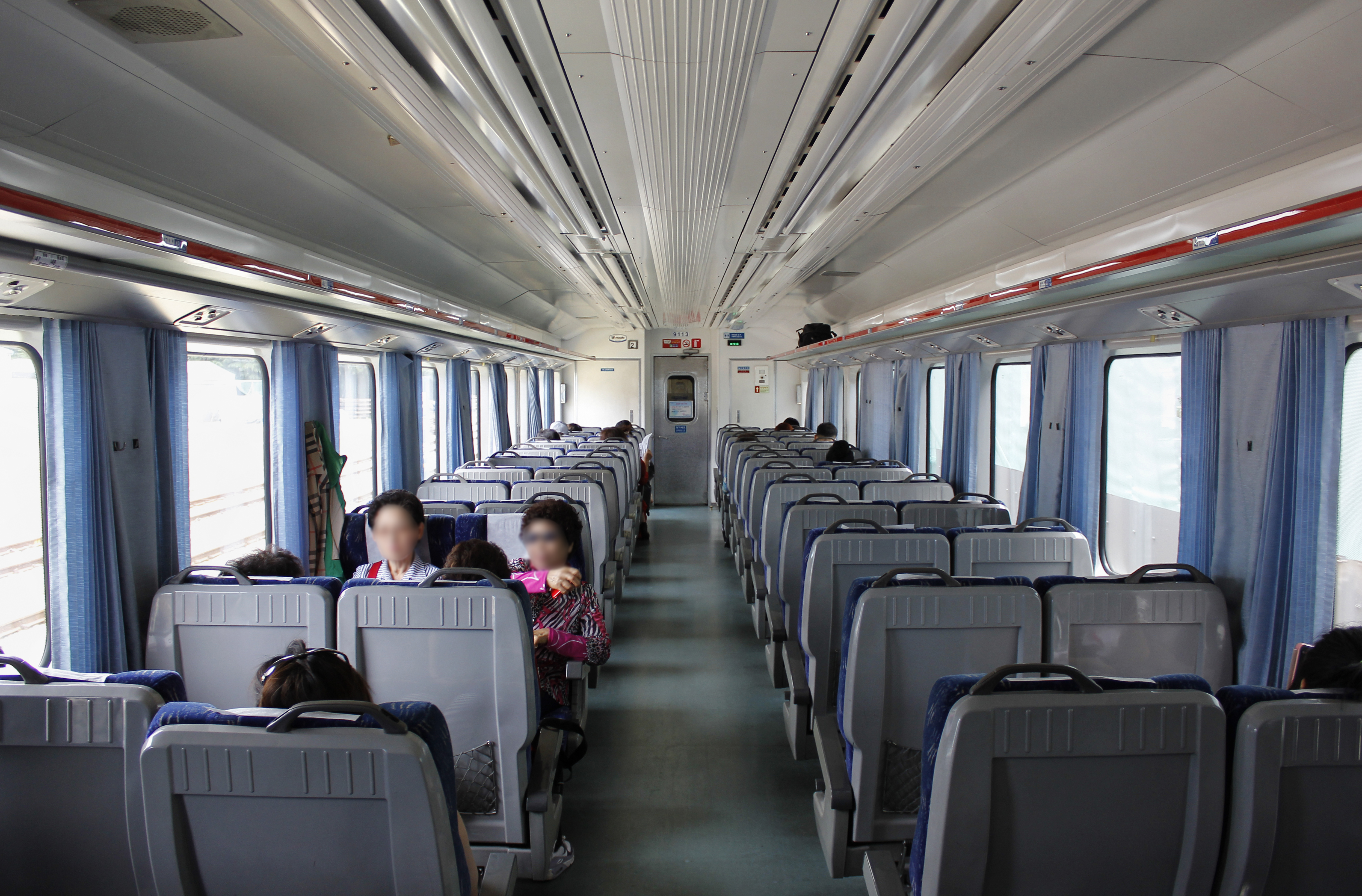
무궁화호 개조 열차 내부 (양산형 1차분)
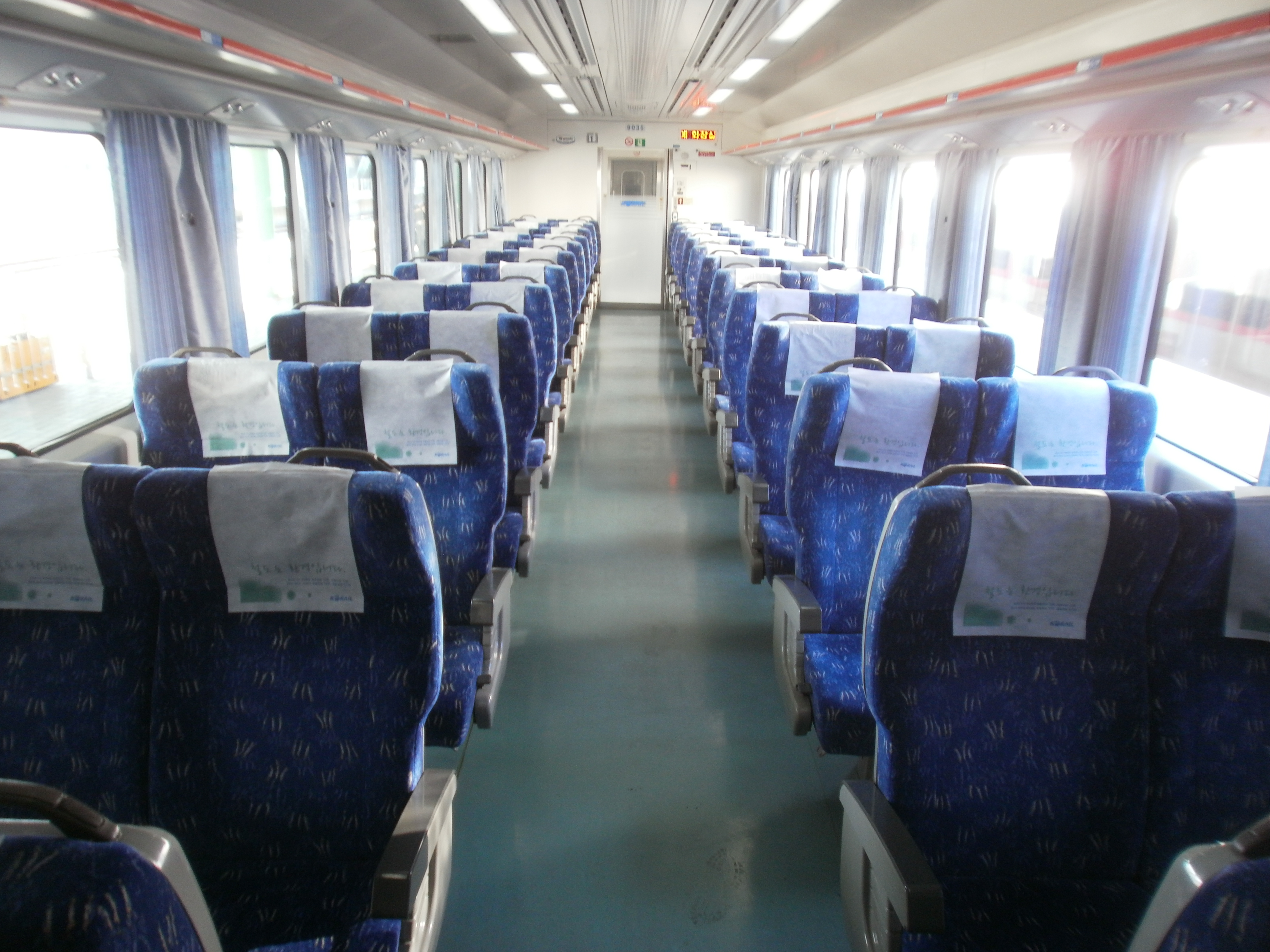
무궁화호 개조 열차 내부 (양산형 2차분)
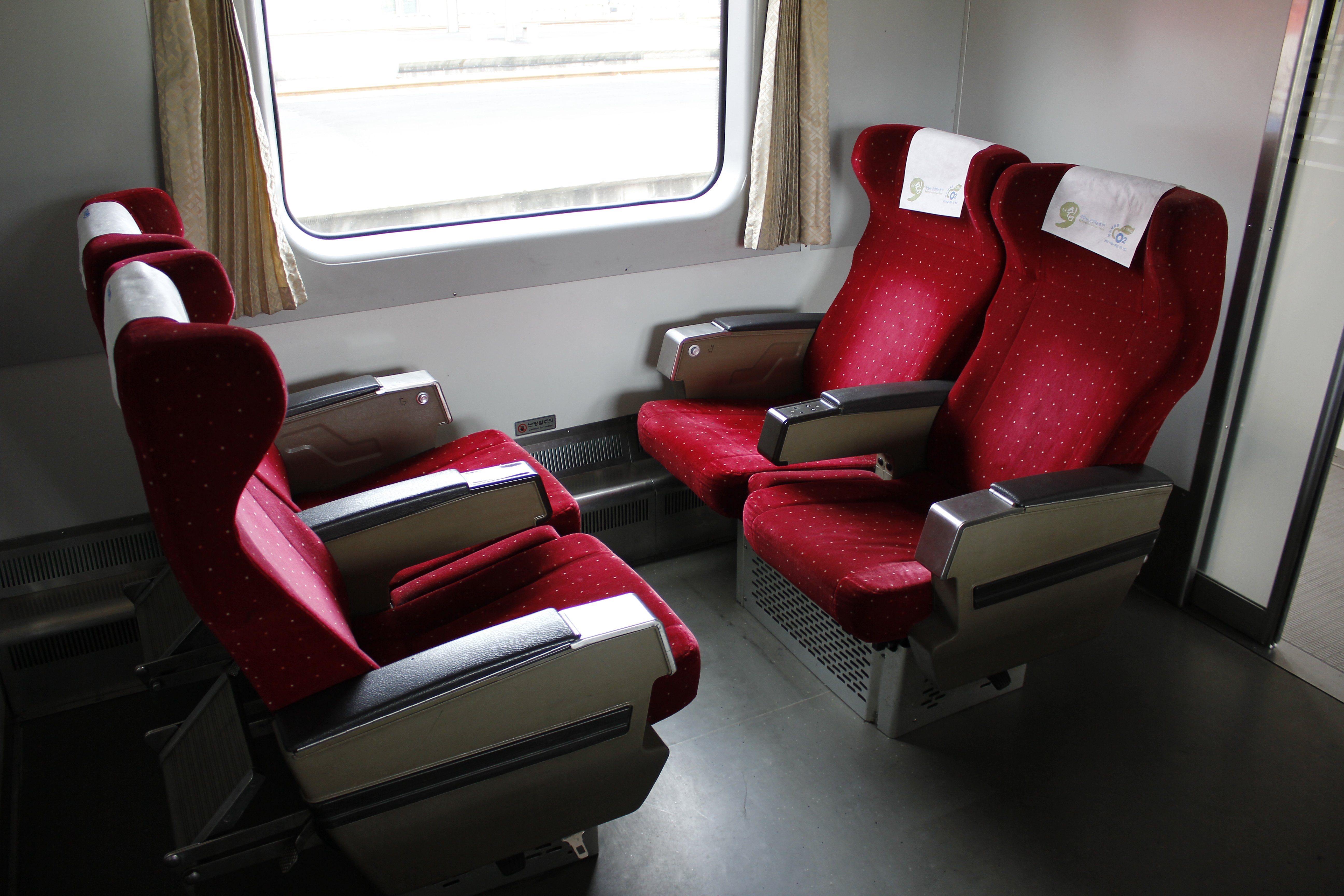
무궁화호 개조 열차 장애인석
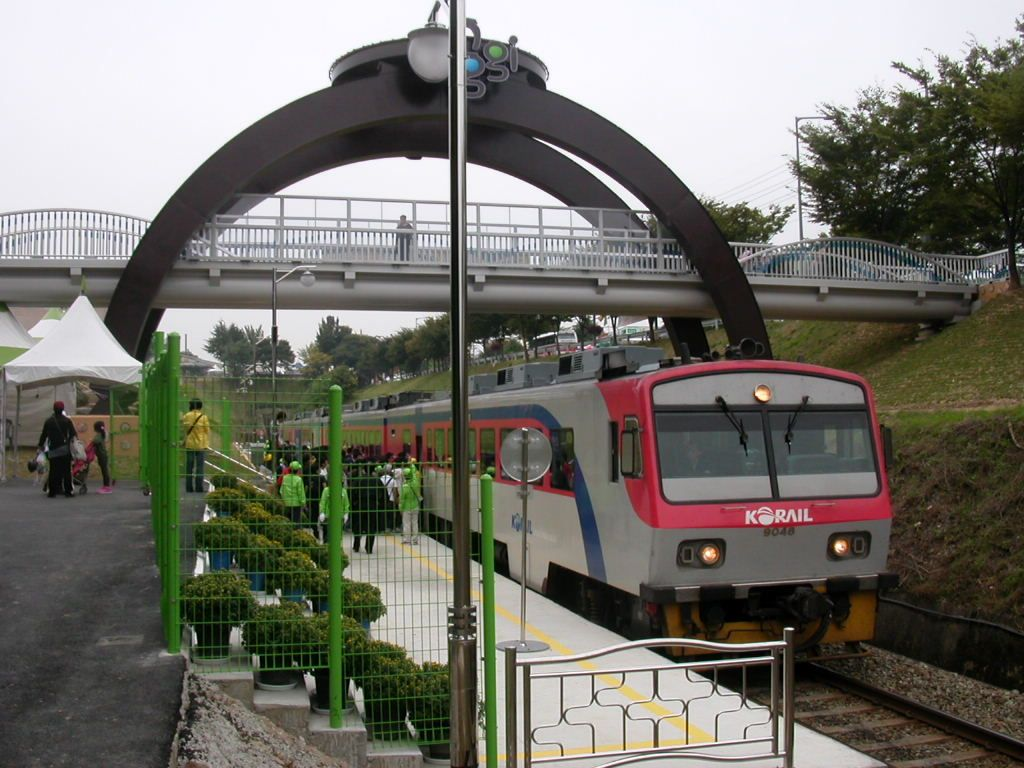
무궁화호 개조 열차 외부 (동해선 외고산역)
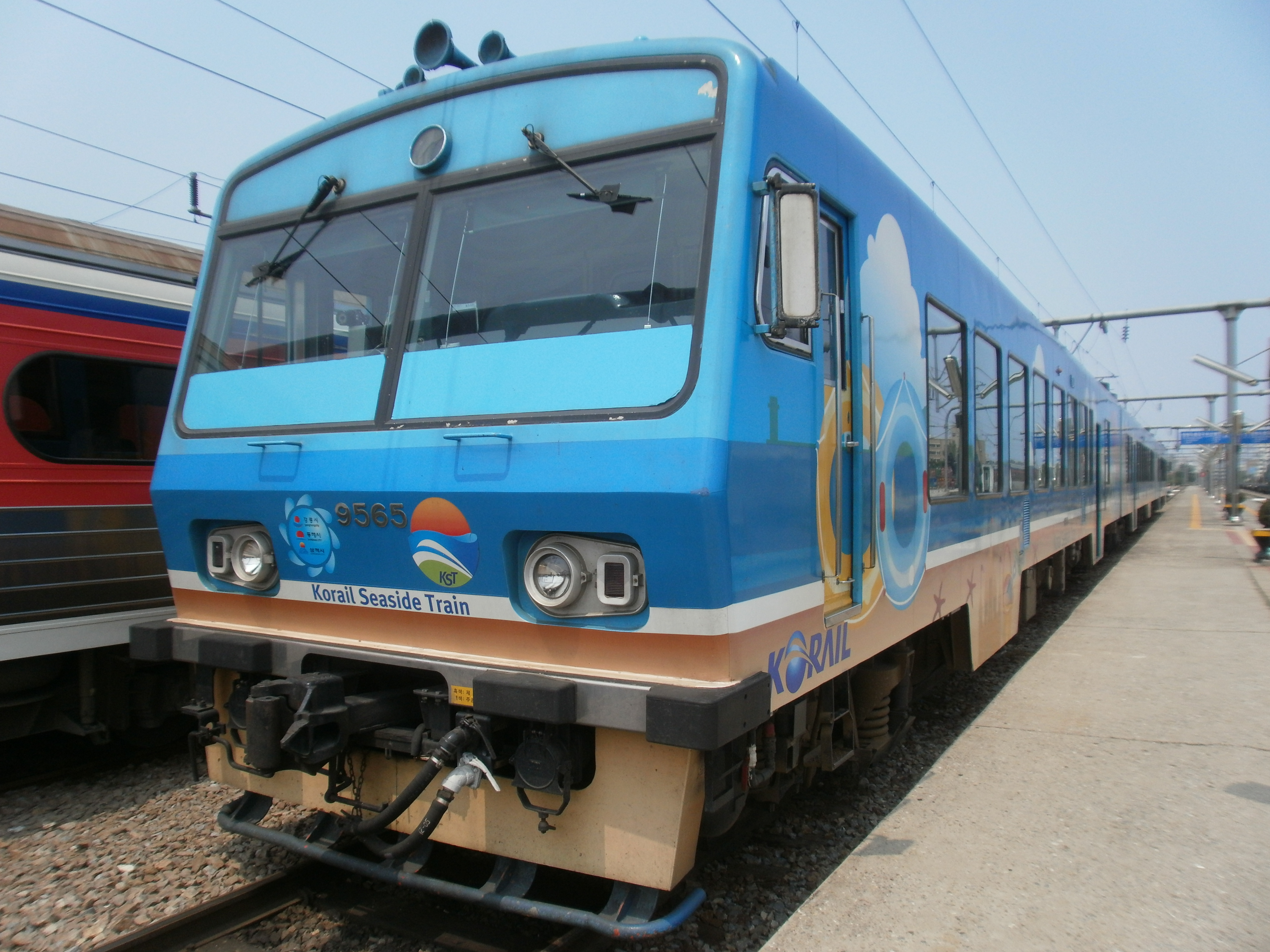
관광열차(바다열차) (운행 종료)
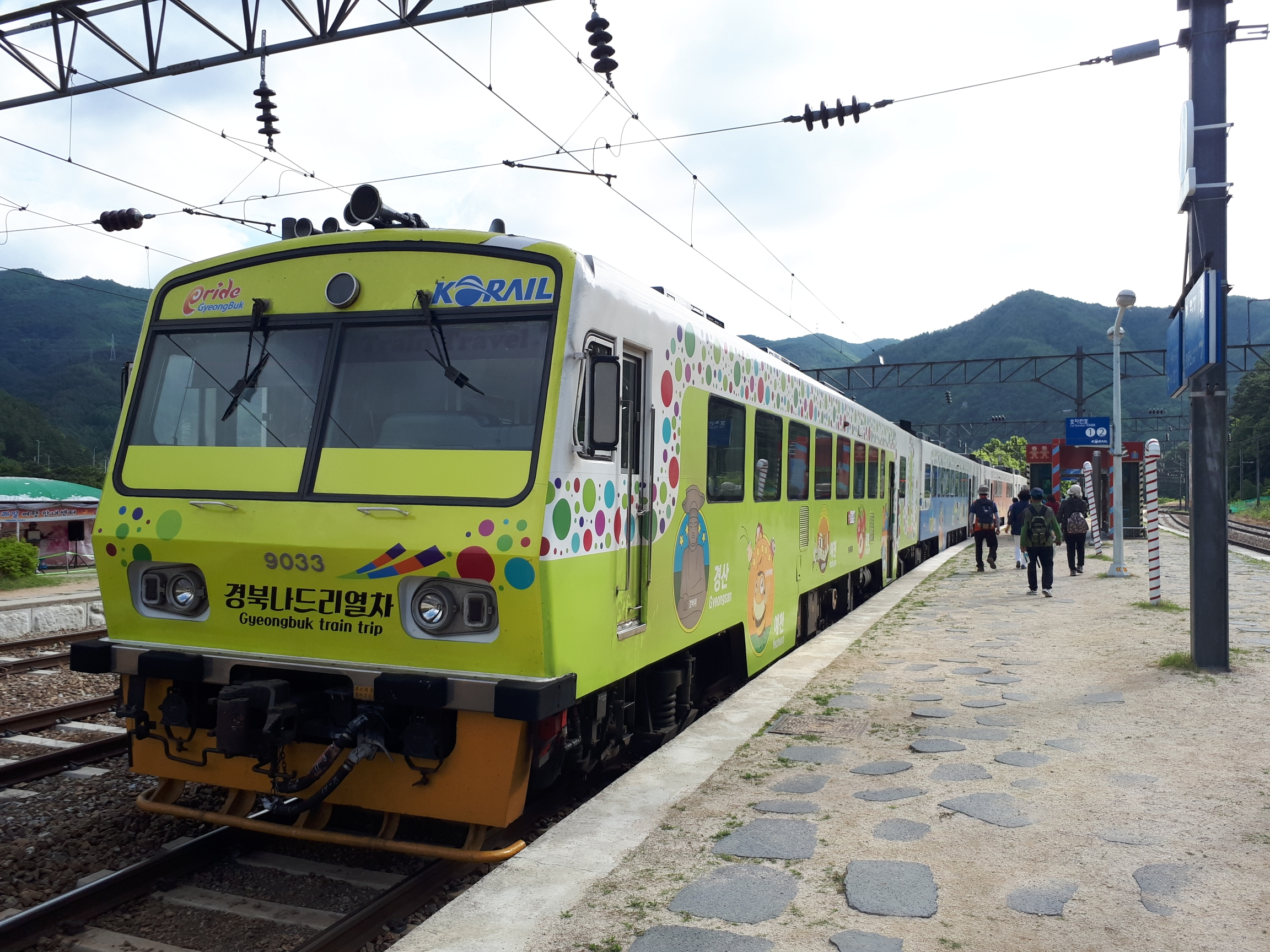
관광열차(경북나드리열차) (운행 종료)
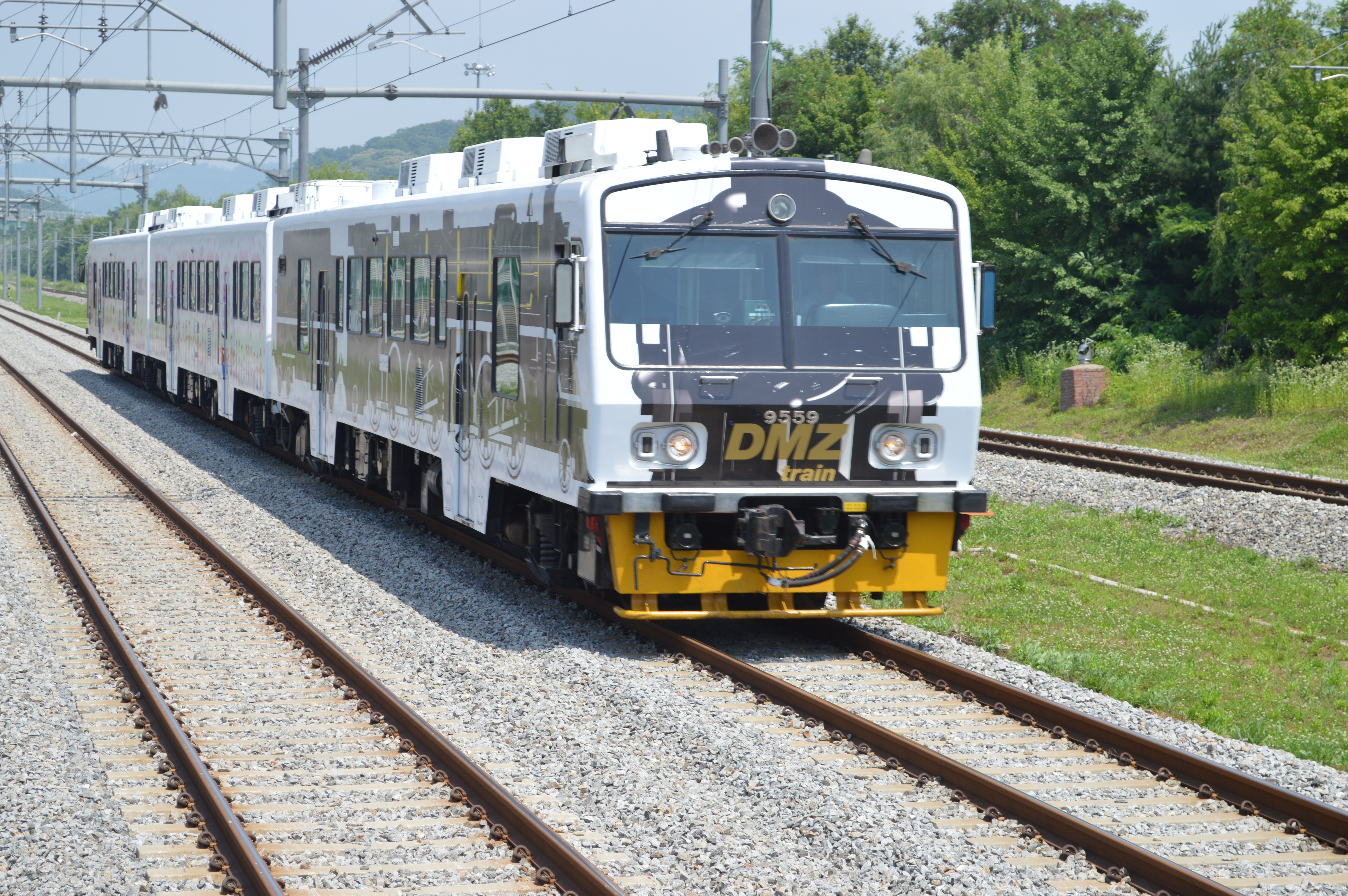
관광열차(평화열차) (운행 종료)

## 같이 보기
- 우등형 디젤 액압 동차
- 한국철도공사
- 경원선
- 통근열차